# Stephen Bourdow
Stephen Bourdow, född den 2 januari 1966 i Saginaw, Michigan, är en amerikansk seglare.
Han tog OS-silver i Flying Dutchman i samband med de olympiska seglingstävlingarna 1992 i Barcelona.